# Jason Statham

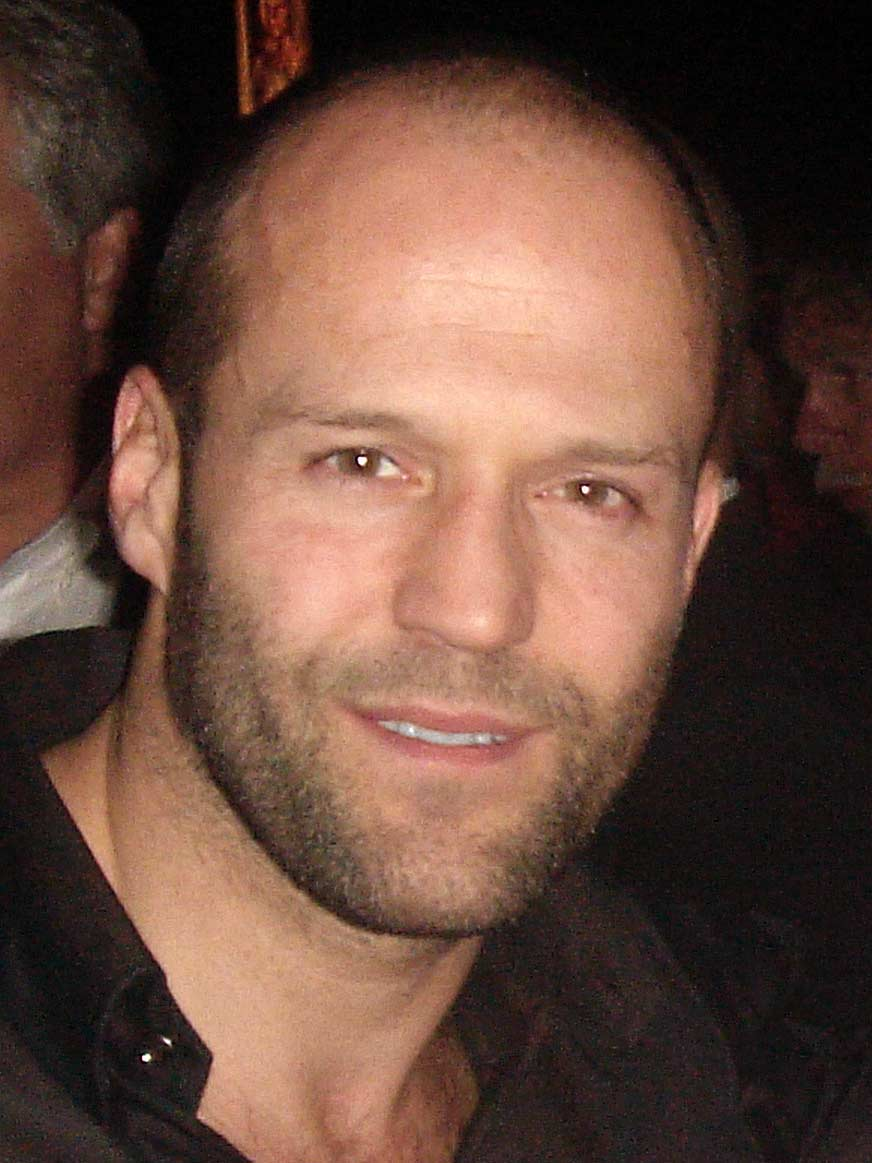
Jason Statham în martie 2007

Jason Statham (n. 26 iulie 1967, Shirebrook⁠(d), Anglia, Regatul Unit) este un actor și practicant de arte marțiale englez. Este cunoscut pentru rolurile sale din filmele lui Guy Ritchie Jocuri, poturi și focuri de armă (1998), Unde dai și unde crapă (2000) și Revolver (2005), dar și pentru thrillere ca trilogia Curierul (2002–08), Un asasin nemilos (2007), Cursa mortală (2008), seria de filme Eroi de sacrificiu (2010–2014), sau Mecanicul 1 și 2 (2011 și 2016).

## Biografie
Jason Statham s-a născut pe 26 iulie 1967 în Shirebrook, Derbyshire, Anglia. Este fiul lui Barry Statham, vânzător și Eileen Yates, dansatoare.
Concurent olimpic la scufundări pentru echipa națională britanică, a terminat pe locul 12 la Campionatele Mondiale din 1992. A urmat o perioadă în care a fost model, dealer pe piața neagră și, în cele din urmă, actor. Rolul său de debut, Bacon din „Jocuri, poturi și focuri de armă” (Lock, Stock and Two Smoking Barrels), filmat în 1998, l-a câștigat prin intermediul agenției French Connection, pentru care lucra drept model. Agenția, devenind investitor majoritar al filmului, l-a prezentat pe Jason lui Guy Ritchie, care l-a invitat la o probă pentru noul film, oferindu-i provocarea de a juca rolul unui vânzător de bijuterii pe piața neagră, care urma să cumpere bijuterii false. Lui Jason probabil i-a ieșit totul bine, pentru că Jocuri, poturi și focuri de armă a avut succes.

### Viața personală
Statham a avut o relație de șapte ani cu modelul Kelly Brook, până în 2004. Din aprilie 2010 este într-o relație cu modelul Rosie Huntington-Whiteley.

## Filmografie

### Film
| An   | Titlu                                 | Rol                               | Note                                                     |
| ---- | ------------------------------------- | --------------------------------- | -------------------------------------------------------- |
| 1998 | Jocuri, poturi și focuri de armă      | Bacon                             |                                                          |
| 2000 | Unde dai și unde crapă                | Turcul                            |                                                          |
| 2000 | Prețul unui vis                       | Mr. B                             |                                                          |
| 2001 | Fantomele de pe Marte                 | Sgt. Jericho Butler               |                                                          |
| 2001 | Unicul                                | Agentul MVA Evan Funsch           |                                                          |
| 2001 | Un meci pe cinste                     | Monk                              |                                                          |
| 2002 | Curierul                              | Frank Martin                      |                                                          |
| 2003 | Jaf în stil italian                   | Rob                               |                                                          |
| 2004 | Colateral                             | Omul de la aeroport               | Cameo                                                    |
| 2004 | Celularul                             | Ethan Greer                       |                                                          |
| 2005 | Transporter 2                         | Frank Martin                      |                                                          |
| 2005 | Revolver                              | Jake Green                        |                                                          |
| 2005 | Londra                                | Bateman                           |                                                          |
| 2005 | Ostatici sub acoperire                | Detectivul Quentin Conners        |                                                          |
| 2006 | Pantera Roz                           | Yves Gluant                       | necreditat                                               |
| 2006 | Răzbunare și adrenalină               | Chev Chelios                      |                                                          |
| 2007 | Un asasin nemilos                     | Agentul FBI John Crawford         |                                                          |
| 2008 | Jaful de pe Baker Street              | Terry Leather                     |                                                          |
| 2008 | În numele regelui                     | Fermierul Daimon                  |                                                          |
| 2008 | Cursa mortală                         | Jensen Garner „Frankenstein” Ames |                                                          |
| 2008 | Curierul 3                            | Frank Martin                      |                                                          |
| 2009 | Crank: Tensiune maximă                | Chev Chelios                      |                                                          |
| 2010 | 13                                    | Jasper Bagges                     |                                                          |
| 2010 | Eroi de sacrificiu                    | Lee Christmas                     |                                                          |
| 2011 | Mecanicul                             | Arthur Bishop                     |                                                          |
| 2011 | Gnomeo și Julieta                     | Tybalt                            | Doar voce                                                |
| 2011 | Blitz                                 | Detectivul sgt. Tom Brant         |                                                          |
| 2011 | Killer Elite: Înfruntarea             | Danny Bryce                       |                                                          |
| 2012 | În siguranță                          | Luke Wright                       |                                                          |
| 2012 | Eroi de sacrificiu 2                  | Lee Christmas                     |                                                          |
| 2013 | Parker                                | Parker                            |                                                          |
| 2013 | Furios și iute 6                      | Deckard Shaw                      | Cameo                                                    |
| 2013 | Legea străzii                         | Joey Jones                        | Lansat ca Redemption în SUA și ca Crazy Joe în alte țări |
| 2013 | Homefront: Orașul fără legi           | Phil Broker                       |                                                          |
| 2014 | The Expendables 3: Eroi de sacrificiu | Lee Christmas                     |                                                          |
| 2015 | Joc periculos                         | Nick Wild                         |                                                          |
| 2015 | Furios și iute 7                      | Deckard Shaw                      |                                                          |
| 2015 | Spioana                               | Rick Ford                         |                                                          |
| 2016 | Mecanicul: Învierea                   | Arthur Bishop                     |                                                          |
| 2017 | Furios și iute 8                      | Deckard Shaw                      |                                                          |
| 2018 | Meg: Confruntare în adâncuri          | Jonas Taylor                      |                                                          |
| 2019 | Furios și iute: Hobbs & Shaw          | Deckard Shaw                      |                                                          |
| 2021 | Wrath of Man                          | Harry "H"                         | Post-producție                                           |
| 2023 | Five Eyes                             | Orson Fortune                     |                                                          |

### Jocuri video
| An   | Titlu          | Rol              | Note |
| ---- | -------------- | ---------------- | ---- |
| 2002 | Red Faction II | Shrike           | Voce |
| 2003 | Call of Duty   | Sergentul Waters | Voce |